# Santa Inês (kommun i Brasilien, Paraná)
Santa Inês är en kommun i Brasilien.   Den ligger i delstaten Paraná, i den södra delen av landet, 900 km sydväst om huvudstaden Brasília. Antalet invånare är 1 818.
Trakten runt Santa Inês består i huvudsak av gräsmarker. Runt Santa Inês är det glesbefolkat, med 17 invånare per kvadratkilometer.